# Palmerston North
Pour les articles homonymes, voir Palmerston.
Palmerston North (en maori de Nouvelle-Zélande : Te Papa-i-oea) est la ville la plus importante de la région de Manawatū-Whanganui, sur l'île du Nord de la Nouvelle-Zélande. C'est une ville d'environ 75 800 habitants. Elle est la onzième plus grande ville du pays, et le centre de la septième région urbaine. Une grande partie de sa population est composée d'étudiants de l'université Massey, l'Universal College of Learning, et l'International Pacific College.

## Nom
La ville fut d'abord nommée Palmerston en honneur de Henry John Temple, IIIe vicomte Palmerston, ancien Premier ministre du Royaume-Uni. Le suffixe North fut ajouté en 1871 par la poste pour le distinguer de Palmerston sur l'île du Sud. Les habitants eux-mêmes surnomment Palmerston North « Palmy ».
La version maorie du nom est Pamutana, mais cette version du nom est délaissée en faveur de (Te) Papa-i-oea, censé signifier « c'est si beau ».
La devise de la ville est Young Heart, Easy Living. On l'appelle la « Rose City » dû à sa compétition annuelle internationale de roses, « Knowledge City » (pour ses nombreuses institutions académiques), et « Student City ».

## Géographie
Palmerston North recouvre 32 594 ha ; un million de personnes habitent dans un rayon de 200 km. La ville est située à 140 km au nord de la capitale, Wellington, à l'est des plaines du Manawatu et près de la rive nord du fleuve Manawatu. Elle est à 35 km de l'embouchure du fleuve et à 12 km du bout du défilé du Manawatu. Le fleuve Manawatu coule dans Palmerston North pour 29,9 km, et la rivière Pohangina pour 2,6 km.
Les frontières officielles de la ville incluent des régions rurales au sud et au nord-est de la principale région urbaine, s'étendant jusqu'aux monts Tararua et incluant la ville d'Ashhurst à l'embouchure du défilé du Manawatu. C'est une région particulièrement fertile. La ville entière recouvre environ 350 km2.

## Climat
Palmerston North possède un climat océanique (Köppen: Cfb), avec des étés tièdes et des hivers frais. Les temps montent jusqu'à 23,2 ºC en février et 12,9 ºC en juillet; tandis que les temps minimales descendent jusqu'à 13,6 ºC en février et 4,7 ºC en juillet. Le mercure monte au-dessus de 25 °C environ vingt jours par année. Les précipitations annuelles sont modérées: environ 983,5 mm. Il y a en moyenne 122.4 jours pluvieux et 1771,7 heures d'ensoleillement par année.
Dans les monts aux alentours il y a un vent constant, particulièrement au printemps. Beaucoup de cette région est dans les limites de la ville. Les monts ayant des vents presque permanents, plusieurs entreprises font de la pression pour y installer des turbines éoliennes ; certains habitants y résistent, voulant continuer à avoir des vues sur la nature vierge. Près de la ville est situé le parc éolien le plus grand de l'hémisphère sud, avec 286 turbines sur les monts Tararua et Ruahine. Il génère de l'électricité pour environ 50 000 domiciles.
| Mois                                            | jan.  | fév.  | mars  | avril | mai  | juin | jui.  | août  | sep.  | oct.  | nov.  | déc.  | année   |
| ----------------------------------------------- | ----- | ----- | ----- | ----- | ---- | ---- | ----- | ----- | ----- | ----- | ----- | ----- | ------- |
| Température minimale moyenne (°C)               | 13,1  | 13,6  | 11,7  | 9,2   | 7,3  | 5,2  | 4,7   | 5,2   | 6,8   | 8,4   | 9,7   | 12,1  | 8,9     |
| Température maximale moyenne (°C)               | 22,6  | 23,2  | 21,6  | 18,7  | 16   | 13,5 | 12,9  | 13,8  | 15,1  | 16,5  | 18,3  | 20,9  | 17,8    |
| Record de froid (°C)                            | 0,5   | 0     | −1,5  | −3,6  | −3,9 | −6,9 | −6,7  | −6    | −3,9  | −3,6  | −2,1  | 0     | −6,9    |
| Record de chaleur (°C)                          | 32,5  | 33    | 31,3  | 28,4  | 25,6 | 20,9 | 19,6  | 22,8  | 22,4  | 26,2  | 28,7  | 31,7  | 33      |
| Ensoleillement (h)                              | 207,3 | 186,5 | 184,1 | 146,3 | 116  | 91,3 | 110,9 | 126,1 | 130,4 | 139,1 | 163,4 | 170,3 | 1 771,7 |
| Précipitations (mm)                             | 58,7  | 68,6  | 57,4  | 83,6  | 87,2 | 95,5 | 87,5  | 83,5  | 89    | 96,3  | 86,3  | 89,9  | 983,5   |
| dont nombre de jours avec précipitations ≥ 1 mm | 8,2   | 6,8   | 7,3   | 9,1   | 10,4 | 12   | 11,6  | 12,7  | 11,8  | 12,4  | 9,9   | 10,2  | 122,4   |
| Humidité relative (%)                           | 77,2  | 78,1  | 80,7  | 80,9  | 85,7 | 87,8 | 87,4  | 84,9  | 78,9  | 80,5  | 77,2  | 76,6  | 81,3    |

## Économie
Le secteur de l'enseignement supérieur fournit un milliard de dollars néo-zélandais par an à l'économie locale et constitue 13 % de la main-d'œuvre de Palmerston North. La recherche, l'enseignement et le gouvernement emploient ensemble 43 % de la main-d'œuvre. Un autre quart de la population est employé en ventes de gros ou détail, reflétant le rôle de la ville comme centre économique de la région.

## La ville

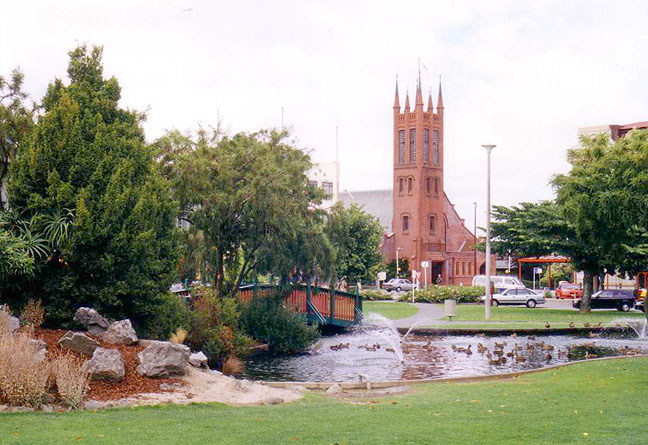
The Square.

Les principales rues sont arrangées en grille autour de The Square, un parc de sept hectares avec pelouses, arbres, lacs, fontaines et jardins, situé au centre de la ville. Il contient le monument aux morts des guerres, et un autre à Te Peeti Te Awe Awe, un Māori qui avait beaucoup aidé les premiers colons européens de la région, ainsi qu'une tour à horloge dont la croix illuminée fut endommagée pendant une tempête en 2006.

### Parcs
Il y a plusieurs parcs dans la ville, dont le plus important est le Victoria Esplanade, sur la rive nord du fleuve Manawatu, à droite de l'avenue Fitzherbert en regardant au sud. Il inclut des jardins, des terrains de jeux, une volière, un train miniature, et des chemins de promenade ou jogging.

### Décharge
En 2007 le comédien anglais John Cleese a dit que Palmerston North « ...est la capitale du suicide en Nouvelle-Zélande. Si vous souhaitez vous tuer mais vous n'avez pas le courage de ce faire, je pense qu'une visite à Palmerston North fera l'affaire. » La municipalité a depuis nommé un monticule de déchets de 45 m de haut « Mount Cleese »,.

## Histoire
Ngāti Rangitāne est la tribu (iwi) locale habitant la région, qu'ils appellent Te Ahu-a-Turanga. Le premier Européen à explorer la région fut le marchand Jack Duff en 1830. Il arrive sur une baleinière et explore l'intérieur jusqu'à ce qui est aujourd'hui Woodville. Il rend un rapport sur ses découvertes une fois de retour à Porirua. Le colonel Wakefield entend parler du potentiel économique du Manawatu et visite la région en 1840. Ce n'est qu'en 1846 que Charles Hartley, un autre marchand, entend parler d'une éclaircie dans la forêt et la découvre ; c'est le site de ce qui deviendra Palmerston North.

### Exploration et subdivision
Le gouvernement fera explorer et créer un levé de la région en 1866-1867. La subdivision d'origine de Palmerston North sera faite en 1866, dans l'éclaircie naturelle de la forêt de Papaioea découverte par Hartley. Un petit village y sera planifié par J. T. Stewart, employé du gouvernement de la province de Wellington. Le plan de Stewart consistait en une série de rues larges et droites formant des rectangles, avec ce qui deviendra The Square au centre. Plusieurs endroits sont nommés en son honneur, dont Palmerston Crescent et le mont Stewart près de Sanson.
Les quatre premières rues, délimitant le Square, sont aujourd'hui appelés Fitzherbert Avenue, Main Street East, Main Street West et Rangikitei Street.
La forêt aux alentours diminuait au fur et à mesure que le petit village grandissait, pour faire de la place aux fermes. Aujourd'hui il ne reste presque plus de traces de la forêt.

### Premiers colons
Les premiers colons furent majoritairement Scandinaves, le plus connu étant l'ancien Premier ministre danois et évêque Ditlev Gothard Monrad.

### De village à ville
En 1877, lors de la création de son conseil de ville, Palmerston North était un village isolé au milieu de la forêt qui recouvrait alors le centre de la région de Manawatu. Il comptait environ 800 habitants, employés surtout dans l'industrie forestière. L'arrivée d'une ligne ferroviaire, en 1886, annonce le début d'une croissance rapide ; en 1900 la ville comptait déjà 6 000 habitants et était au centre d'un district agricole important.
En 1930 la population atteint 20 000 personnes et Palmerston North est officiellement déclarée ville. Le développement ralentit, toutefois, dû à la Grande Dépression et la Seconde Guerre mondiale. Un aéroport est construit à Milson en 1936. Après la guerre la croissance sera rapide, la population atteignant 50 000 habitants au milieu des années 1970.

## Sport
La New Zealand Cycle Classic se déroule aux alentours de Palmerston North tous les ans.
Le sport dans la région de Palmerston North est organisée surtout au niveau régional, la ville n'étant pas assez grande pour avoir des équipes très influentes. Les joueurs viennent le plus souvent des alentours et ailleurs dans la région de Manawatu-Wanganui.
L'équipe de rugby à XV s'appelle les Manawatu Turbos, jouant au stade FMG, de même que leur division féminine. L'équipe de football est YoungHeart Manawatu. Il y a également des équipes de basket-ball (Manawatu Jets), cricket (Manawatu et Central Districts), hockey (Central Mavericks masculin et Central Mysticks féminin), netball (Western et Western Flyers), et handball (Massey University Handball Club).

## Transport
Les state highways 56 et 57 se croisent avec la state highway 3 près de la ville. State Highway 1, la route principale de Nouvelle-Zélande, passe à environ 25 km, à l'ouest de la ville.
On trouve l'aéroport international de Palmerston North dans la banlieue de Milson. Les principaux vols sont nationaux et ont pour destinations Auckland et Christchurch. Il est souvent utilisé comme destination par les avions ne pouvant pas atterrir à Wellington à cause du mauvais temps.
La ligne ferroviaire North Island Main Trunk y est rejointe par la ligne Palmerston North-Gisborne, qui passe par le défilé du Manawatu et Hawke's Bay. Les trains passaient auparavant par The Square, mais furent déviés au nord en 1964-1966.
Il y a également cinq lignes d'autobus municipaux et un du campus universitaire.

## Enseignement
On y trouve les universités Massey (à Turitea), Massey University College of Education (Hokowhitu), Universal College of Learning (Palmerston North Central), International Pacific College (Aokautere), et Te Wānanga o Aotearoa (Highbury), ainsi que plusieurs établissements secondaires et primaires prestigieux.

## Religion

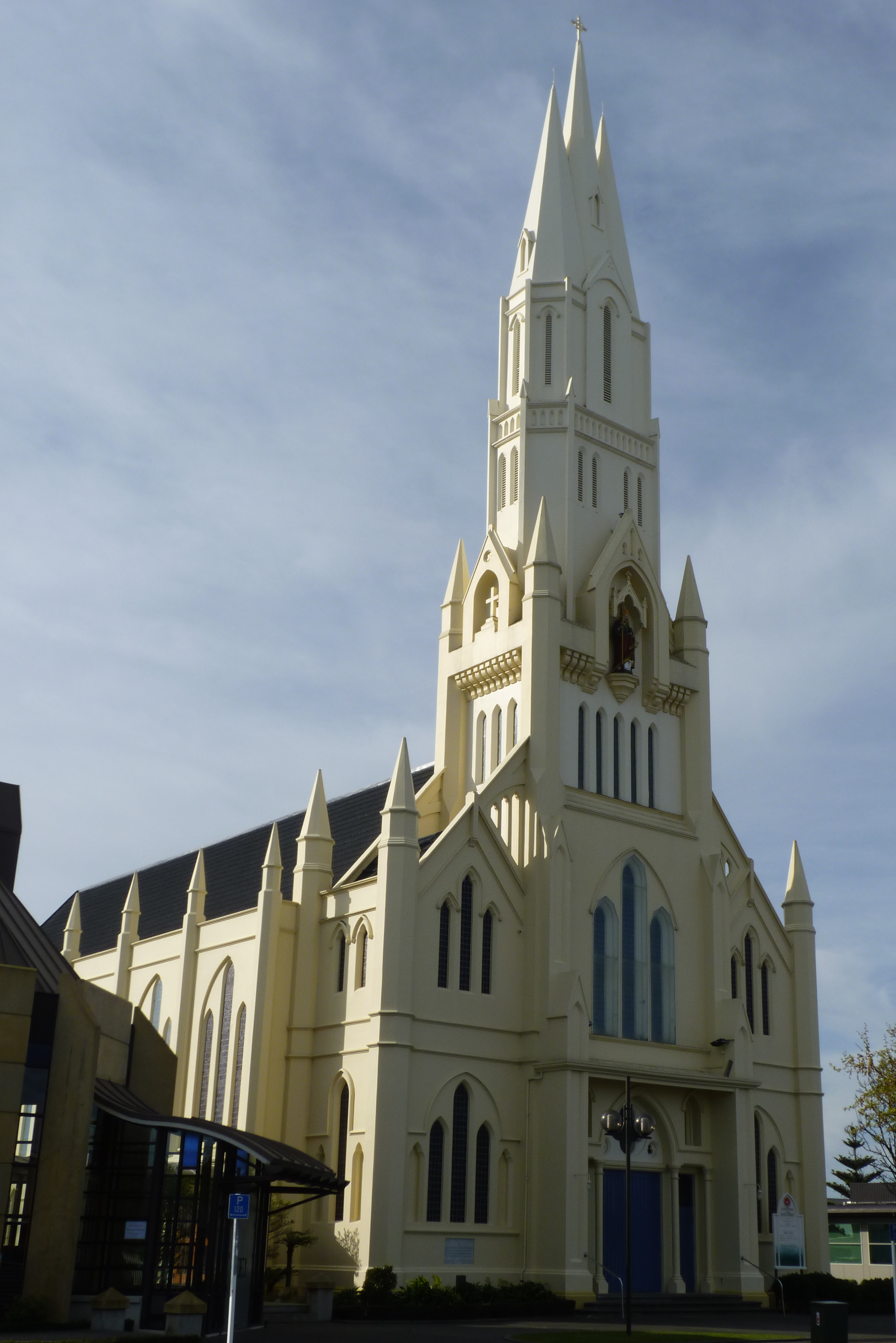
Cathédrale du Saint-Esprit.

Palmerston North, où se trouve la cathédrale du Saint-Esprit (construite en 1925), est le siège du diocèse catholique de Palmerston North, érigé le 6 mars 1980.

## Personnalités
- Christopher Small (1927-2011), musicien, compositeur, pédagogue et auteur, né à Palmerston North.
- Virginia Grayson (1967-), artiste, née à Palmerston North.

## Jumelages
Palmerston North est jumelée avec les villes suivantes :
- Guiyang (Chine)
- Kunshan (Chine)
- Missoula (États-Unis)